# Procopio I di Gerusalemme
Procopio (in greco Προκόπιος?, al secolo Παναγιώτης Σισμάνης, Panagiotis Sismanis; ... – 3 novembre 1788) è stato il patriarca greco-ortodosso di Gerusalemme tra il 1787 e il 1788.

## Biografia
Dopo aver completato la sua istruzione di base alla scuola di Zagora, Panagiotis si recò a Istanbul in cerca di una vita migliore. Dopo diversi anni a Costantinopoli, si trasferì in Moldavia, dove entrò in un monastero e divenne monaco con il nome di Procopio. In seguito fu ordinato sacerdote e divenne abate del Santo Sepolcro vicino a Iasi (nell'odierna Romania).
Successivamente, Procopio si trasferì a Gerusalemme, dove fu ordinato vescovo il 12 dicembre 1775 nella Chiesa della Resurrezione, assumendo il titolo di metropolita di Cesarea. Servì in questa sede per dodici anni. Durante il suo servizio in Palestina, Procopio fondò la Scuola Patriarcale a Gerusalemme, che istituì anche come scuola modello a Zagora.
Poco prima della sua morte, il patriarca Abramo II lo nominò suo successore. Così, il 2 novembre 1787, salì al trono patriarcale di Gerusalemme, in età avanzata, considerato saggio e pio.
Consapevole della sua età avanzata e rendendosi conto della sua incapacità di far fronte alle esigenze del ruolo di Patriarca, soprattutto nel mezzo alla propaganda latina, Procopio decise di dimettersi, spingendo alla tempestiva elezione del suo successore, il metropolita di Cesarea Antimo. Dopo che Antimo accettò, fu eletto il 24 ottobre 1788, giorno stesso delle dimissioni di Procopio, e un mese dopo fu intronizzato. Pochi giorni dopo, Procopio morì.